# Geoff Thomas
Geoff Thomas (ur. 5 sierpnia 1964 w Manchesterze, Anglia) – angielski piłkarz, który występował na pozycji pomocnika. W latach 1991–1992 rozegrał 9 spotkań w reprezentacji Anglii.
Thomas karierę rozpoczynał w drużynie Rochdale. Kolejnym jego klubem był zespół Crewe Alexandra, gdzie pod wodzą menedżera Dario Gradiego jego talent rozwinął się na tyle, że zwrócił na siebie uwagę większych klubów. W czerwcu 1987 roku menedżer Steve Coppell kupił go za 50 000 funtów do Crystal Palace. W swoim pierwszym sezonie w Palace, Thomas został wybrany piłkarzem roku, a w kolejnym pomógł drużynie powrócić do najwyższej klasy rozgrywkowej. W sezonie 1989/90 był kapitanem zespołu, który wystąpił w finale Pucharu Anglii remisując 3-3 w pierwszym meczu oraz przegrywając 0-1 w powtórzonym spotkaniu z Manchesterem United. W następnym sezonie drużyna Palace zajęło 3. miejsce w First Division, co do dzisiaj pozostaje najlepszym wynikiem w historii klubu. Po sześciu latach spędzonych na Selhurst Park, po spadku drużyny z pierwszej ligi, Thomas odszedł za 800 000 funtów do zespołu Wolverhampton Wanderers, w którym występował do roku 1997, jednak trapiony kontuzjami rozegrał w tym czasie jedynie 54 spotkania. W kolejnych latach swojej kariery Geoff Thomas występował w takich klubach jak Nottingham Forest, Barnsley, Notts County. Swój ostatni sezon w wieku 38 lat Thomas rozegrał w klubie, w którym wypromował się w młodości Crewe Alexandra.
W reprezentacji Anglii Thomas zadebiutował 1 maja 1991 w meczu eliminacji Mistrzostw Europy z Turcją w Izmirze.
W 2003 roku u Thomasa zdiagnozowano przewlekłą białaczkę szpikową. Pokonał jednak chorobę, a następnie założył fundację zbierającą pieniądze na rzecz walki z białaczką.
W 2005 roku z okazji 100-lecia Crystal Palace wybrany w głosowaniu kibiców do najlepszej XI w historii klubu.